# USS McCormick (DD-223)
USS McCormick (DD-223) – amerykański niszczyciel typu Clemson z okresu II wojny światowej. Nazwany imieniem oficera US Navy Aleksandra McCormicka, który zginął podczas I wojny światowej.

## Historia
Stępkę pod USS „McCormick” położono 11 sierpnia 1919 w filadelfijskiej stoczni William Cramp & Sons. Okręt został wodowany 14 lutego 1920 a jego matką chrzestną została siostra Aleksandar McCornicka Katherine McCormick. Wejście jednostki do służby nastąpiło 30 sierpnia 1920. 
Pierwszy rok służby okręt spędził w 5 szwadronie niszczycieli Floty Pacyfiku. Następnie został przydzielony do niszczycieli działających w ramach amerykańskich sił działających na europejskich wodach. We wschodnim rejonie Morza Śródziemnego wspierał zakończone sukcesem działania dyplomacji mające doprowadzić do podpisania traktatu pokojowego pomiędzy aliantami a Turcją.
W 1925 został przydzielony do Floty Azjatyckiej, gdzie uczestniczył m.in. w patrolach na rzece Jangcy. W marcu 1932 powrócił do Stanów Zjednoczonych gdzie 14 października 1938 został wycofany ze służby. Napięta sytuacja międzynarodowa spowodowała, że okręt ponownie wcielono do służby 26 września 1939, kiedy to rozpoczął patrolowanie Atlantyku w celu monitorowania aktywności wojskowej walczących stron. Po przystąpieniu do wojny Stanów Zjednoczonych w grudniu 1941 okręt zaczęto intensywnie wykorzystywać do zwalczania okrętów podwodnych.